# Teuva
Teuva [ˈtɛu̯vɑ] (schwedisch: Östermark) ist eine Gemeinde im Westen Finnlands mit 4862 Einwohnern (Stand 31. Dezember 2022). Sie liegt in der Landschaft Südösterbotten 36 Kilometer nordöstlich von Kristinestad. Nachbarstädte und -gemeinden sind Kurikka im Norden, Kauhajoki im Südosten, Karijoki im Süden und Närpes im Westen. Die Gemeinde Teuva ist ausschließlich finnischsprachig.

## Lage
Teuva liegt im finnischsprachigen Teil der Region Österbotten in einer flachen Flusslandschaft. Die Besiedlung konzentriert sich an die Ufer des Teuvajoki-Flusses und seiner Zuflüsse. Außer dem Gemeindezentrum gehören zu Teuva die Dörfer Äystö, Horo, Kauppila, Komsi, Luovankylä, Nori, Perälä und Riippi.

## Geschichte
Eine sesshafte Besiedlung in Teuva entstand erst um 1560. Ab 1694 war der Ort eine Kapellengemeinde des Kirchspiels Närpes, ehe Teuva 1795 eine eigenständige Kirchengemeinde erhielt. Die politische Gemeinde Teuva entstand durch die Kommunalreform von 1868. Die Gemeinde ist traditionell von der Landwirtschaft geprägt. Vor allem der Gewächshausanbau spielt eine große Rolle: In den Gewächshäusern der in Teuva ansässigen Firma Tamsin kasvihuoneet wächst ein Viertel der Salatproduktion Finnlands. Außerdem ist Teuva ein Zentrum der Möbelproduktion. Das kommunale Ausbildungszentrum TEAK in Teuva ist die größte Ausbildungsstelle der Möbelbranche in den Nordischen Ländern.

## Wappen
Beschreibung des Wappens: Im blauen Schild zwei schragenweise gestellte silberne Dreschflegel.

## Persönlichkeiten
Der berühmteste Sohn Teuvas ist der Theologe und Politiker Lauri Ingman, der 1918–1919 sowie 1924–1925 finnischer Ministerpräsident war. In der Gemeinde ist der traditionsreiche Sportverein Teuvan Rivakka ansässig. Ihm gehörten unter anderem der Speerwerfer Pauli Nevala und die Ringer-Brüder Kalervo und Jukka Rauhala an. An Nevalas Olympiasieg im Jahr 1964 erinnert ein Denkmal in Form eines 26 Meter langen Speeres, angeblich der „größte Speer der Welt“.

## Sehenswürdigkeiten
Die moderne Kirche von Teuva entstand 1953. Ihr Vorgängerbau aus dem Jahr 1863 war drei Jahre zuvor einem Brand zum Opfer gefallen. Nur Chor und Sakristei der alten Kirche blieben erhalten und wurden später wieder instand gesetzt. Heute wird die Kirchenruine gelegentlich für Abendandachten und Konzerte genutzt. Das Altarbild der neuen Kirche wurde von Tove Jansson geschaffen und stellt das Gleichnis von den klugen und törichten Jungfrauen dar.

## Gemeindepartnerschaften
Teuva unterhält Partnerschaften mit der Gemeinde Orust in Schweden und der polnischen Stadt Cieszyn.

## Politik
Wie in den meisten ländlich geprägten Gegenden Finnlands ist in Teuva die Zentrumspartei die stärkste politische Kraft. Bei der Kommunalwahl 2008 erhielt sie 46,5 Prozent, bei der Parlamentswahl 2007 sogar über die Hälfte der Stimmen. Im Gemeinderat, der höchsten Entscheidungsinstanz in kommunalen Angelegenheiten, stellt sie 13 von 27 Abgeordneten. Die zweitstärkste Partei ist die konservative Nationale Sammlungspartei mit 23,3 Prozent der Stimmen und 6 Sitzen im Gemeinderat. Die dritte große Partei Finnlands, die Sozialdemokraten, spielen hingegen mit einem einstelligen Wahlergebnis und zwei Abgeordneten in Teuva eine untergeordnete Rolle. Weiterhin im Stadtrat vertreten sind das Linksbündnis mit drei, die rechtspopulistischen Wahren Finnen mit zwei und die Christdemokraten mit einem Sitz.
| Partei                    | Wahlergebnis 2008 | Sitze |
| ------------------------- | ----------------- | ----- |
| Zentrumspartei            | 46,5 %            | 13    |
| Nationale Sammlungspartei | 23,3 %            | 6     |
| Linksbündnis              | 12,5 %            | 3     |
| Sozialdemokraten          | 7,8 %             | 2     |
| Wahre Finnen              | 7,0 %             | 2     |
| Christdemokraten          | 2,9 %             | 1     |

## Söhne und Töchter
- Lauri Ingman (1868–1934), Politiker der Nationalen Sammlungspartei, Ministerpräsident und Erzbischof von Turku
- Elis Sipilä (1876–1958), Turner
- Erkki Latvala (* 1965), Biathlet